# John W. Campbell Memorial Award
John W. Campbell Memorial Award (Cena na počest Johna W. Campbella) patří spolu s cenami Hugo a Nebula do trojice hlavních ocenění udělovaných každoročně dílům žánru science fiction. Zaměřuje se na romány vydané v angličtině v USA a je udělována Centrem pro studium science fiction při Kansaské univerzitě (Center for the Study of Science Fiction).

## Historie

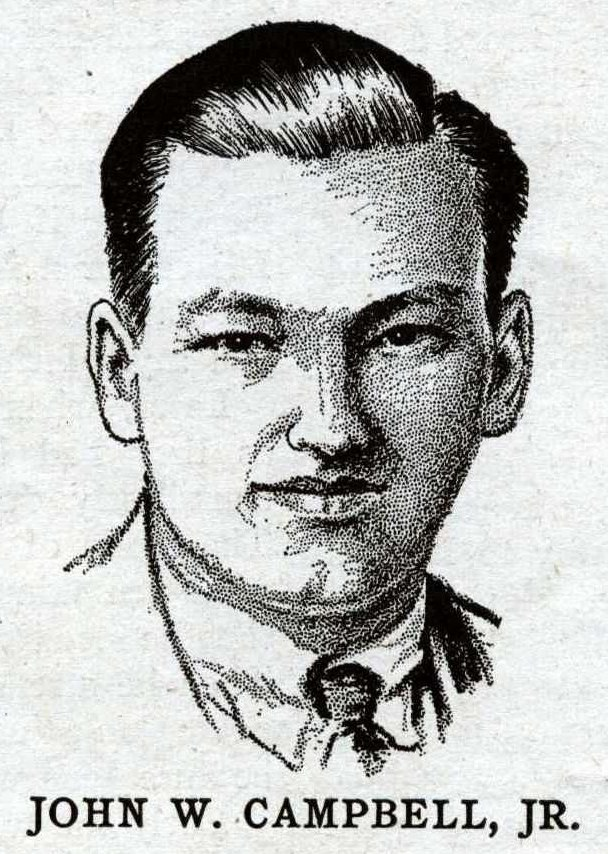
John W. Campbell (1932)

Tradice udělování tohoto ocenění byla založena v roce 1972 dvěma autory a literárními kritiky, Harrym Harrisonem a Brianem Aldissem, na počest Johna W. Campbella, "jednoho z nejvlivnějších editorů povídkovýcu časopisů v historii science fiction". John W. Campbell byl od roku 1937 až do své smrti (1971) vydavatelem časopisu Astounding Stories of Super-Science (dnes Analog Science Fiction and Fact). Mnoha autory a odborníky bývá nazýván otcem moderní sci-fi. Udělováním tohoto ocenění je jednak vzdáván hold této významné osobnosti světa sci-fi, jednak se symbolicky pokračuje v jeho snahách o podporování a povzbuzování autorů ve vytváření těch nejlepších děl vědeckofantastického žánru. 
Poprvé byla cena předána v roce 1973 v USA (Illinois Institute of Technology). Obdržel ji Barry N. Malzberg za román Beyond Apollo. V dalších letech udělování probíhalo na různých místech světa (USA, Anglie, Irsko, Švédsko) v rámci konferencí zaměřených na žánr sci-fi. Od roku 1979 je vítěz vyhlašován při příležitosti konání banketu na každoroční Campbellově konferenci (Campbell Conference Awards Banquet), která se obvykle koná na Kansaské univerzitě (město Lawrence). Jedná se o slavnostní završení celovíkendových diskusí o psaní, editování, ilustrování, vydávání, vyučování a literární kritice v oblasti science fiction. Neobvyklé výlsedky přinesly roky 1976 a 1994, kdy nebyla udělena první cena, a naopak v letech 1974, 2002, 2009 a 2012 byli vítězové vybráni vždy dva (viz také tabulka níže).

## Nominace a pravidla
Cena na počest Johna W. Campbella je každoročně udělována nejlepšímu sci-fi románu vydanému v angličtině v USA, a to na základě rozhodnutí odborné poroty. Tato porota je složená z význačných osobností světa sci-fi (autoři, odborníci, akademici). Nejedná se o pouhé hlasování. Z nominací navrhovaných v průběhu roku vydavateli a jednotlivými porotci vzejde seznam finalistů. Počet porotců je omezený, tak aby mezi sebou mohli o jednotlivých dílech diskutovat. Výsledkem debaty je rozhodnutí o vítězi, který je pozván na slavnostní předání ceny na Campbellově konferenci.První porota (1972–1973) byla složena z následujících osobností: Brian W. Aldiss, Tom Clareson, Harry Harrison, Willis McNelly a Leon Stover.

## Podoba trofeje

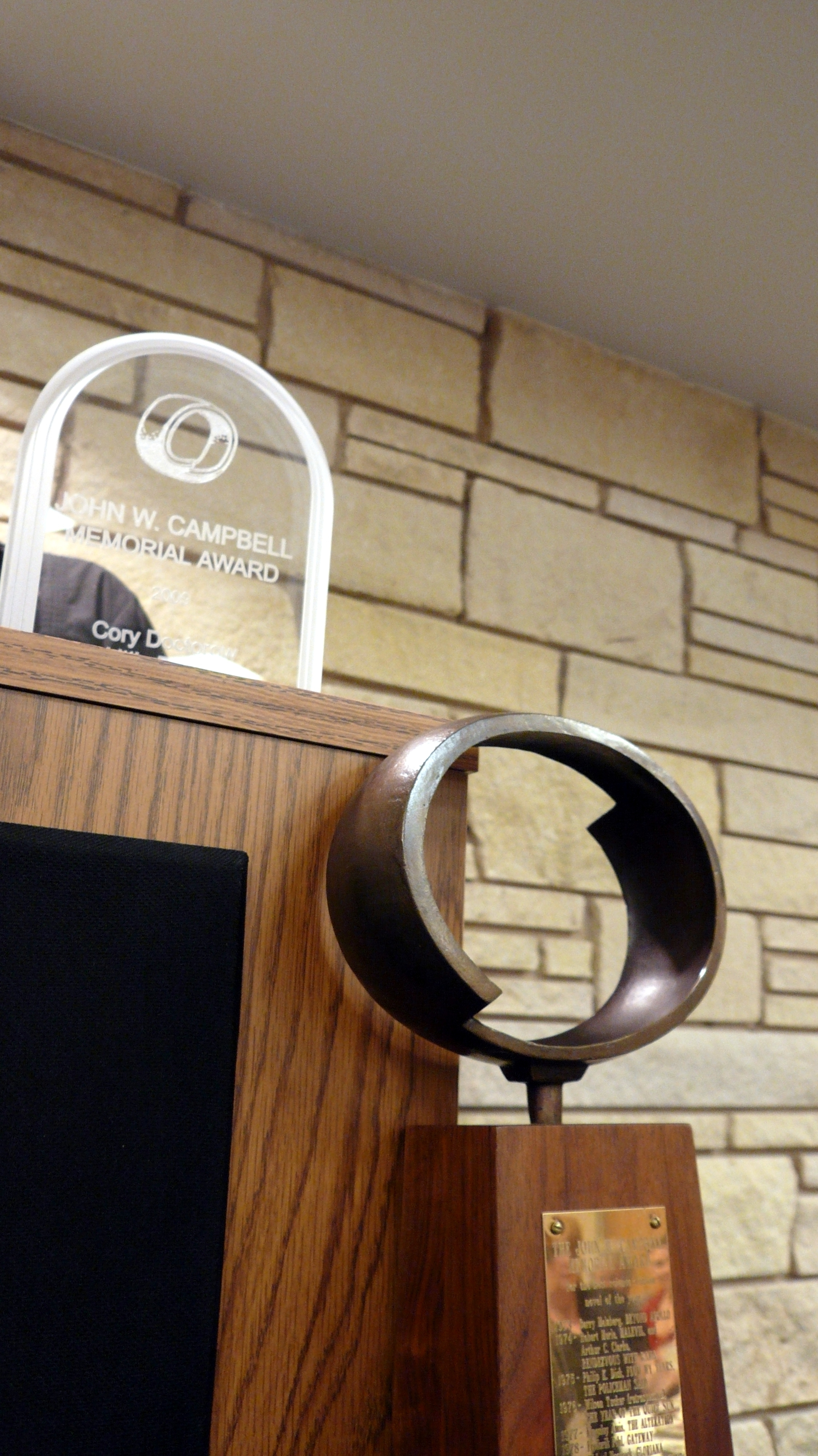
Hlavní trofej s plaketou a individuální trofej. (2009)

Od počátku se jednalo o putovní trofej, která má podobu stylizované Möbiovy pásky na dřevěném podstavci (design Elden Tefft). Na dvou plaketách jsou průběžně doplňována (vyrývána) jména všech jejích držitelů. Od roku 2004 obdrží vítěz vždy ještě individuální trofej z průhledné plastické hmoty (design Kij Johnson).

## Vítězové jednotlivých ročníků 1973 - 2019[5]
| ročník | autor                 | původní název románu (anglicky)           | název románu česky                     |
| ------ | --------------------- | ----------------------------------------- | -------------------------------------- |
| 2019   | Sam J. Miller         | Blackfish City                            |                                        |
| 2018   | David Walton          | The Genius Plague                         |                                        |
| 2017   | Lavie Tidhar          | Central Station                           | Centrální stanice                      |
| 2016   | Eleanor Lerman        | Radiomen                                  |                                        |
| 2015   | Clarie North          | The First Fifteen Lives of Harry August   | Prvních patnáct životů Harryho Augusta |
| 2014   | Marcel Theroux        | Strange Bodies                            |                                        |
| 2013   | Adam Roberts          | Jack Glass: The Story of A Murderer       |                                        |
| 2012   | Christopher Priest    | The Islanders                             |                                        |
| 2012   | Joan Slonczewski      | The Highest Frontier                      |                                        |
| 2011   | Ian McDonald          | The Dervish House                         |                                        |
| 2010   | Paolo Bacigalupi      | The Windup Girl                           | Dívka na klíček                        |
| 2009   | Cory Doctorow         | Little Brother                            | Malý bratr                             |
| 2009   | Ian R. MacLeod        | Song of Time                              |                                        |
| 2008   | Kathleen Ann Goonan   | In War Times                              |                                        |
| 2007   | Ben Bova              | Titan                                     |                                        |
| 2006   | Robert J. Sawyer      | Mindscan                                  |                                        |
| 2005   | Richard Morgan        | Market Forces                             | Brutální byznys                        |
| 2004   | Jack McDevitt         | Omega                                     | Omega                                  |
| 2003   | Nancy Kress           | Probability Space                         |                                        |
| 2002   | Robert Charles Wilson | The Chronoliths                           | Chronolity                             |
| 2002   | Jack Williamson       | Terraforming Earth                        |                                        |
| 2001   | Poul Anderson         | Genesis                                   | Geneze                                 |
| 2000   | Vernor Vinge          | A Deepness in the Sky                     | Hlubina na nebi                        |
| 1999   | George Zebrowski      | Brute Orbits                              |                                        |
| 1998   | Joe Haldeman          | Forever Peace                             | Věčný mír                              |
| 1997   | Paul J. McAuley       | Fairyland                                 | Fairyland                              |
| 1996   | Stephen Baxter        | The Time Ships                            |                                        |
| 1995   | Greg Egan             | Permutation City                          | Město permutací                        |
| 1994   | PRVNÍ CENA NEUDĚLENA  | PRVNÍ CENA NEUDĚLENA                      | PRVNÍ CENA NEUDĚLENA                   |
| 1993   | Charles Sheffield     | Brother to Dragons                        |                                        |
| 1992   | Bradley Denton        | Buddy Holly Is Alive and Well on Ganymede |                                        |
| 1991   | Kim Stanley Robinson  | Pacific Edge                              |                                        |
| 1990   | Geoff Ryman           | The Child Garden                          |                                        |
| 1989   | Bruce Sterling        | Islands in the Net                        |                                        |
| 1988   | Connie Willis         | Lincoln's Dreams                          |                                        |
| 1987   | Joan Slonczewski      | A Door into Ocean                         |                                        |
| 1986   | David Brin            | The Postman                               | Pošťák                                 |
| 1985   | Frederik Pohl         | The Years of the City                     |                                        |
| 1984   | Gene Wolfe            | The Citadel of the Autarch                |                                        |
| 1983   | Brian W. Aldiss       | Helliconia Spring                         | Helikonie - jaro                       |
| 1982   | Russell Hoban         | Riddley Walker                            |                                        |
| 1981   | Gregory Benford       | Timescape                                 |                                        |
| 1980   | Thomas M. Disch       | On Wings of Song                          |                                        |
| 1979   | Michael Moorcock      | Gloriana                                  |                                        |
| 1978   | Frederik Pohl         | Gateway                                   | Gateway                                |
| 1977   | Kingsley Amis         | The Alteration                            | Přeměna                                |
| 1976   | PRVNÍ CENA NEUDĚLENA  | PRVNÍ CENA NEUDĚLENA                      | PRVNÍ CENA NEUDĚLENA                   |
| 1975   | Philip K. Dick        | Flow My Tears, the Policeman Said         | Kaňte, mé slzy, řekl policista         |
| 1974   | Robert Merle          | Malevil                                   | Malevil                                |
| 1974   | Arthur C. Clarke      | Rendezvous with Rama                      | Setkání s Rámou                        |
| 1973   | Barry N. Malzberg     | Beyond Apollo                             |                                        |